# Aspidistra tonkinensis
Aspidistra tonkinensis är en sparrisväxtart som först beskrevs av François Gagnepain, och fick sitt nu gällande namn av Fa Tsuan Wang och Kai Yung Lang. Aspidistra tonkinensis ingår i släktet Aspidistra och familjen sparrisväxter. Inga underarter finns listade i Catalogue of Life.